# 静浜村
静浜村（しずはまむら）は静岡県の中部、志太郡に属していた村である。現在の焼津市南部にあたる。航空自衛隊静浜基地にその名をとどめる。

## 地理
- 河川：小石川

## 歴史
- 1889年（明治22年）4月1日 - 町村制の施行により、宗高村［大部分］、上小杉村［大部分］、下小杉村、藤守村、吉永村［一部］、高新田村［一部］、大島新田［一部］、上新田村［一部］が合併して発足。
- 1955年（昭和30年）3月31日 - 相川村、吉永村 と合併して大井川町が発足。同日静浜村廃止。

## 交通

### 道路
- 国道150号